# IC 3827
IC 3827 = IC 3838 ist eine Spiralgalaxie vom Hubble-Typ Sc im Sternbild Rabe südlich der Ekliptik. Sie ist schätzungsweise 187 Millionen Lichtjahre von der Milchstraße entfernt und hat einen Durchmesser von etwa 45.000 Lj.

Im selben Himmelsareal befinden sich u. a. die Galaxien NGC 4724, IC 3824, IC 3825, IC 3831.
Das Objekt wurde am 20. April 1898 von Herbert Alonzo Howe entdeckt.